# L&M
L&M er et cigaretmærke, som produceres af Philip Morris International. Det er det fjerdestørste cigaretmærke i verden, med 92 milliarder cigaretter produceret i 2007.
L&M blev indført i 1953 af Liggett og Myers, og har en andel på 3 procent af verdensmarkedet, ekskl. Kina og USA, hvor L&M-cigaretter er de mest populære.
L&M er også et populært cigaretmærke i mange europæiske lande, bl.a. Ukraine, Rusland, Holland, Belgien, Tyskland og Danmark.